# Slaka

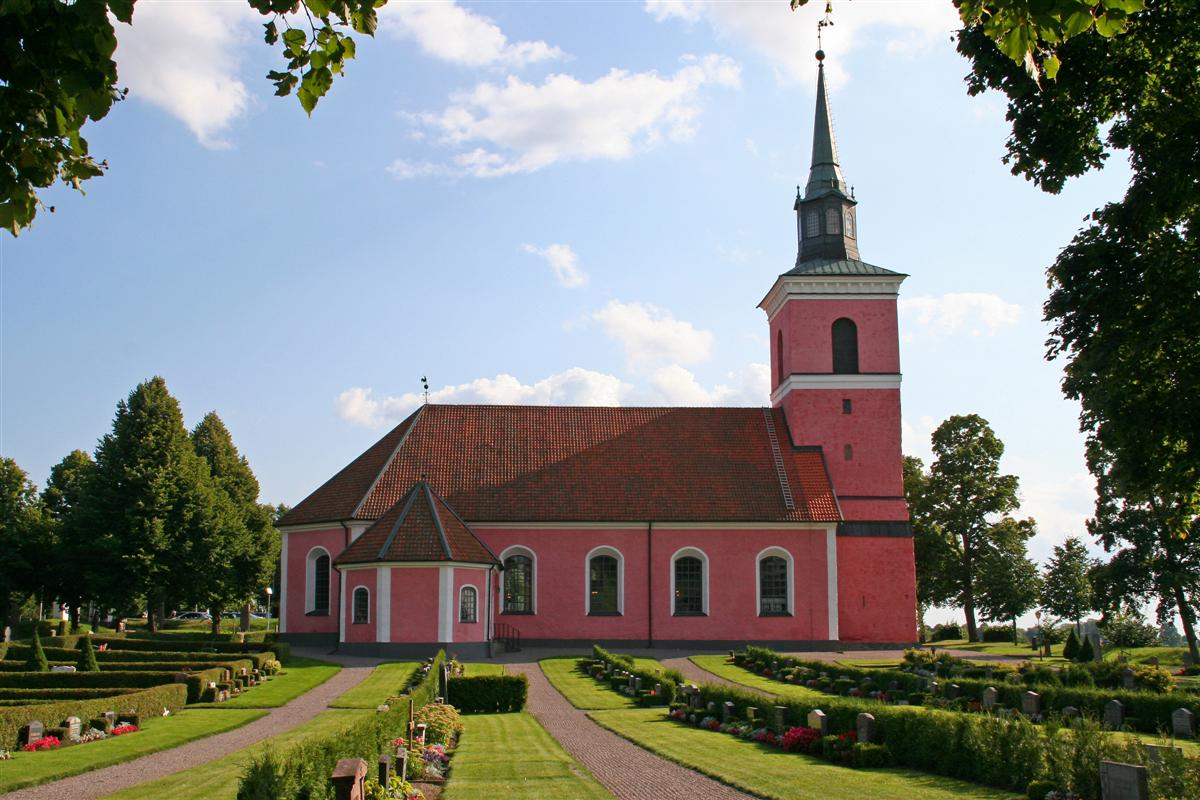
Slaka kyrka

Slaka är en tätort i Linköpings kommun och kyrkbyn i Slaka socken som ligger sydväst om Linköping. 
I orten ligger Slaka kyrka. 

## Historia
Slaka omnämndes första gången 1247 under namnet Slacu. Det finns flera korsprydda runstenar från 1000-talet på kyrkogården och runstensfragment från 800-talet har hittats.  Under förkristen tid hölls här häradets ting och rättarställe (galgbacke).

### Befolkningsutveckling
| Befolkningsutvecklingen i Slaka 1965–2020 | Befolkningsutvecklingen i Slaka 1965–2020 | Befolkningsutvecklingen i Slaka 1965–2020 | Befolkningsutvecklingen i Slaka 1965–2020 | Befolkningsutvecklingen i Slaka 1965–2020 |
| ----------------------------------------- | ----------------------------------------- | ----------------------------------------- | ----------------------------------------- | ----------------------------------------- |
|                                           |                                           |                                           |                                           |                                           |
| År                                        |                                           |                                           | Folkmängd                                 | Areal (ha)                                |
| 1965                                      | 1965                                      |                                           | 372                                       |                                           |
| 1970                                      | 1970                                      |                                           | 377                                       |                                           |
| 1975                                      | 1975                                      |                                           | 333                                       |                                           |
| 1980                                      | 1980                                      |                                           | 310                                       |                                           |
| 1990                                      | 1990                                      |                                           | 408                                       | 112                                       |
| 1995                                      | 1995                                      |                                           | 464                                       | 112                                       |
| 2000                                      | 2000                                      |                                           | 515                                       | 112                                       |
| 2005                                      | 2005                                      |                                           | 539                                       | 112                                       |
| 2010                                      | 2010                                      |                                           | 592                                       | 112                                       |
| 2015                                      | 2015                                      |                                           | 593                                       | 113                                       |
| 2020                                      | 2020                                      |                                           | 557                                       | 113                                       |
| Anm.: Ny tätort 1965                      |                                           |                                           |                                           |                                           |